# Cải ơi!
Cải ơi! là bộ phim điện ảnh truyền hình của Việt Nam do Hãng phim Truyền hình Thành phố Hồ Chí Minh sản xuất vào năm 2006, dựa theo hai truyện ngắn Cải ơi và Biển đời mênh mông của Nguyễn Ngọc Tư, kịch bản do nhà báo Hoài Hương chuyển thể, Nguyễn Phương Điền làm đạo diễn.
Bộ phim đánh dấu vai diễn đầu tiên của Quang Tuấn và cũng là một vai chính.

## Nội dung
Cải, con riêng của vợ ông Tư Đèo, bỏ nhà ra đi. Mọi người đồn ông Tư giết Cải khiến vợ ông cũng nghi ngờ. Ông Tư ngược xuôi khắp nơi tìm Cải và quen biết với Thàn, chàng trai ôm mộng làm ca sĩ cùng Diễm Thương, cô gái bị cha mẹ bỏ rơi, mưu sinh bằng nghề bán bia ôm.
Cả ba người ở gần nhau trong khu nhà trọ. Thàn chăm sóc ông Tư Đèo như cha ruột và yêu thầm Diễm Thương. Ông Tư Đèo tìm cách tác hợp cho hai người nhưng vì định kiến của gia đình Thàn nên mối tình của họ không thành. Diễn Thương âm thầm bỏ đi, ông Tư tiếp tục đi tìm con, Thàn lên thành phố đeo đuổi nghề ca sĩ

## Diễn viên
- Quang Tuấn trong vai Thàn
- Mạc Can trong vai Tư Đèo
- Bằng Lăng trong vai Diễm Thương
- Thanh Sâm trong vai Mẹ của Thàn
- Minh Đáng trong vai Cha của Thàn
- Nguyễn Tuấn trong vai Bảy Triều
- Chánh Thuần trong vai Nam Long

## Sản xuất
Cải ơi! chính thức ghi hình từ ngày 10 tháng 10 năm 2006, bối cảnh chủ yếu được quay tại khu vực sông Vàm Cỏ của tỉnh Long An.
Nhạc phim:
| STT | Nhan đề           | Sáng tác        | Ca sĩ      | Thời lượng |
| --- | ----------------- | --------------- | ---------- | ---------- |
| 1.  | "Về đi người ơi!" | Vũ Đức Sao Biển | Minh Chánh |            |

## Giải thưởng
| Năm  | Giải thưởng                          | Hạng mục      | (Người) đề cử | Kết quả        | Tham khảo   |
| ---- | ------------------------------------ | ------------- | ------------- | -------------- | ----------- |
| 2007 | Giải Cánh diều 2006                  | Phim video    | —             | Cánh diều Bạc  | [ 3 ] [ 4 ] |
| 2007 | Liên hoan Truyền hình toàn quốc 2006 | Phim ngắn tập | —             | Huy chương Bạc | [ 5 ] [ 6 ] |